# Der lustige Fritz
Pour les articles homonymes, voir Fritz.
Der lustige Fritz est une pièce de Carl Meisl.

## Argument
Les parents impuissants de Fritz Steigerl conseillent aux amis de la maison de remédier à son gaspillage illimité. Mais la mère répond toujours aux suggestions raisonnables de M. Schmalz avec l'objection pour son enfant unique. Speck propose de faire soigner Fritz par un magicien qui peut montrer l'avenir en rêve et ainsi le soigner.
Fritz est rappelé à la promesse écrite du mariage et aux dettes de ses créanciers. Il se voit victime. Lorsque le magicien endort Fritz, il commence à rêver et les parents peuvent le regarder. Mme Steigerl est très impressionnée. Dans le rêve, Fritz est marié à Lottchen depuis 20 ans et complètement appauvri. La Satire s'offre comme un sauveur, conduit les deux dans le palais du seigneur du Luxe, où ils accueillent le Vice. Lottchen prend apparemment goût au Luxe et comble les deux de précieux cadeaux. D'autres figures allégoriques, telles que le Caprice, la Mode, le Compliment et la Coquetterie, s'occupent également d'elle. Mais quand le Luxe les casse et qu'ils sont livrés au vice, à la pauvreté et à la folie, Fritz réalise enfin ses erreurs. L'Espoir le ramène à la vie réelle et il promet d'être bon à partir de maintenant.

## Histoire
Der lustige Fritz est créée par Karl Meisl à un moment où la pièce morale prend une nouvelle dimension avec la magie. Cette œuvre est encore une amélioration sans profondeur mentale - la transformation du héros par magie est purement mécanique. Ce qui est nouveau chez Meisl, c’est la personnification de concepts allégoriques (luxe, vice, désir, etc.) et l’utilisation de ces figures non seulement dans une histoire-cadre, mais dans la pièce elle-même en tant que représentation moralisante.
La pièce est le premier et le plus grand succès de Meisl. Elle est jouée 97 fois au Théâtre de Leopoldstadt. Le personnage principal, Fritz, est interprété par Ferdinand Raimund, qui a remplacé Ignaz Schuster en tant que comédien le plus populaire de Vienne.

## Source de la traduction
- (de) Cet article est partiellement ou en totalité issu de l’article de Wikipédia en allemand intitulé « Der lustige Fritz » (voir la liste des auteurs).